# 久貝正世
久貝 正世（くがい まさよ）は、江戸時代前期の旗本寄合。久貝正俊の子。河内国に5000石を領する。現在の枚方市に領地を所有していた。

## 略歴
慶長19年（1614年）、徳川秀忠に拝謁し、その後小姓組となったのち、200石を賜る。寛永3年（1626年）秀忠の上洛に付き従い、寛永10年（1633年）その功により200石加増される。正保4年（1647年）12月、父・正俊が病となり大坂に赴く。翌年正俊が没すると家督を継ぎ5000石を領し、それまでの封地400石を弟・正偏に与えた。
慶安2年（1649年）姫路城を松平直基への引渡し役を堀直景と共に務める。承応2年（1653年）閏6月同地の番を離れ寄合に列した。明暦元年（1655年）日光門主守澄法親王上京にお供をする。
寛文9年（1669年）死去。享年65。墓所は下谷白泉寺。